# والتر هيل
والتر هيل (بالإنجليزية: Walter Hill) (و. 1942  م) هو مخرج أفلام، ومنتج أفلام، وكاتب سيناريو، ومنتج منفذ، ومنتج بضائع أمريكي، ولد في لونغ بيتش، كاليفورنيا.

## التعليم
تعلم في جامعة ولاية ميشيغان.

## جوائز
حصل على جوائز منها:
- جائزة الإيمي برايم تايم
- جائزة نقابة المخرجين الأمريكيين.

## وصلات خارجية
- والتر هيل على موقع IMDb (الإنجليزية)
- والتر هيل على موقع روتن توميتوز (الإنجليزية)
- والتر هيل على موقع مونزينجر (الألمانية)
- والتر هيل على موقع ألو سيني (الفرنسية)
- والتر هيل على موقع تيرنر كلاسيك موفيز (الإنجليزية)
- والتر هيل على موقع أول موفي (الإنجليزية)
- والتر هيل على موقع بوكس أوفيس موجو (الإنجليزية)
- والتر هيل على موقع قاعدة بيانات الأفلام السويدية (السويدية)
- والتر هيل على موقع إن إن دي بي (الإنجليزية)
- والتر هيل على موقع ديسكوغز (الإنجليزية)